# Théâtre D 34
Ne doit pas être confondu avec Théâtre 347.
Pour les articles homonymes, voir D34.

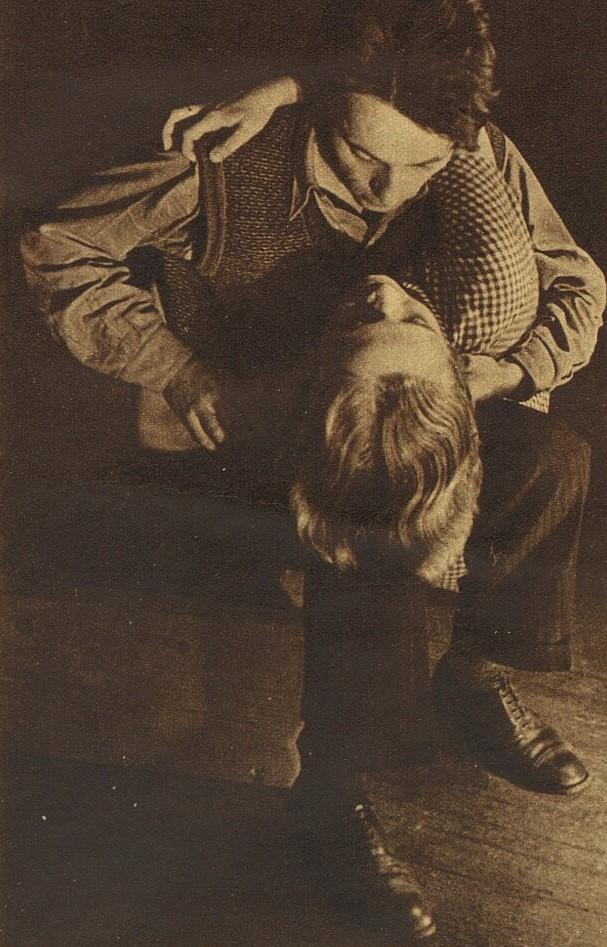
Vladimír Šmeral et une actrice non-identifiée dans une pièce de Erich Kästner en 1934 au D 34

Le théâtre D 34  (aussi appelé Dečko, qui signifie D) était un théâtre expérimental et engagé tchécoslovaque créé par Emil František Burian qui changeait de nom chaque année, les deux derniers chiffres représentant l'année à venir : il a donc ouvert en 1933, et c'est sous son premier nom qu'il est resté dans les mémoires. Quant au D, c'est celui de divadlo qui en tchèque signifie "théâtre" et d'autres mots tchèques commençant par cette même lettre : « Les nombres indiquent l'incessant changement de l'actualité que le théâtre doit servir. L'abréviation D est pour nous un titre conquérant [dobyvačný], car nous serons un théâtre conquérant. C'est aussi le D d'aujourd'hui [dnes] comme celui du labeur [dřina], des masses [das], du drame (drama] et de l'histoire [dějiny] »
Les productions combinaient la danse, le cinéma, le chant, la musique instrumentale en direct, le jeu des acteurs, les projections, les panneaux, les enregistrements de phonographe, la lecture chorale et les machines de scène d'une pratique similaire à l'œuvre multimédia d'Erwin Piscator et de Vsevolod Meyerhold. D 34 a établi les fondements du théâtre contemporain tchèque, illustré plus tard par l'œuvre de Josef Svoboda, d'un « théâtre synthétique » précurseur du théâtre contemporain.

## Histoire
Le théâtre fut ouvert le 1er septembre 1933 dans une salle de concert de Prague, le Mozarteum avec La Vie de nos jours, adaptation d'un texte de Erich Kästner
Le but avait été de bâtir un théâtre de gauche, pro-communiste. Et si l'ambition était de partager la propriété et la prise de décision, son créateur et directeur, Emil František Burian, conservait un rôle prépondérant.
Un autre objectif était d'initier les spectateurs tchèques à des pièces de théâtre stimulantes (Le Barbier de Séville (texte de Beaumarchais avec les chansons de Burian, L'Avare, Les Souffrances du jeune Werther), mais aussi des œuvres telles que Les Aventures du brave soldat Švejk, L'Opéra de quat'sous et il a également élaboré ses propres pièces en fonction de l'actualité.
Pendant l'Occupation, le théâtre se concentrait uniquement sur des textes tchèques, ou des pièces du répertoire traditionnel, qui montraient comment travailler avec l'héritage théâtral médiéval au XXe siècle. Il convient également de mentionner la première production de Manon Lescaut par Vítězslav Nezval.
Le théâtre a fonctionné jusqu'en 1941 (D 41), date à laquelle il a été fermé en raison de sa position antifasciste.
Après la Seconde Guerre mondiale, le théâtre est restauré sous le nom de D 46, les théâtres D 46 et D 47 ne jouent pratiquement que des pièces d'agitprop sous direction communiste, préludes au coup de Prague, nom donné à la prise de contrôle de la Tchécoslovaquie en février 1948 par le Parti communiste tchécoslovaque, avec le soutien de l'Union soviétique, aboutissant au remplacement de la Troisième République par un régime communiste..
En 1951, Burian transféra le théâtre à l'armée tchécoslovaque (qui avait aussi réquisitionné le théâtre de Vinohrady, alors qu'il fonctionnait comme "Théâtre d'art de l'armée". Pendant cette période, c'était l'un des plus fervents théâtres communistes . Après avoir quitté le giron de l'armée (1955), Burian restaura le théâtre sous son nom d'origine, D 34.

## Évolution
Les premières production (1934 et 1935) étaient plus au diapason d'un théâtre prolétarien austère et politisé, ce qui valut au D 34 et au D 35 les moqueries du Théâtre libéré dans sa revue Garder le sourire de janvier 1935 : 
« Intérieur d'un sous-marin constructiviste.
Scène 1. La misère, le capitaine, la secrétaire, un jeune homme tuberculeux, une jeune femme prolétarienne, la fille de la misère, les membres d'équipage. Tous entrent par la salle et se mettent sur scène, et chantent, sur l'air de l'Opéra de quat'sous : 
Nous sommes ici pur vous présenter / Du théâtre d'actualité / Nous illustrerons la lutte des classes / Comme nous la voyons
Chacun éclairera l'autre avec un projecteur / Nous entreront par la salle / Le souffleur est aboli / Les critiques vont adorer ça
Des câbles d'éclairage jonchent le sol / Pas grand chose sur des scènes plates / Des applaudissements pour des plateaux nus / Pas besoin de rideaux
Nous commencerons au commencement / Et jouerons jusqu'à la fin / Le Petit Émil a écrit quelques lignes / Le reste vient de La Misère »
Par la suite, jusqu'au déclenchement de la guerre, les mises en scènes s'étoffèrent, inventèrent, se sophistiquèrent et enthousiasmèrent : projections (parfois plusieurs projections, , musique, danses furent au menu. Un théâtre synthétique qui marqua l'histoire du théâtre tchécoslovaque.
Pendant la guerre, les acteurs eurent un réel courage et durent jouer avec la censure avant de se voir interdire de jouer en 1941. Burian, d'ailleurs, est arrêté et déporté, avec mention « sans retour », dans les camps de concentration de Theresienstadt, puis de Dachau et finalement de Neuengamme.
S'il fut brisé, il revint, et les mises en scènes d'après-guerre furent plus ennuyeuses. Le communisme de gouvernement était là, et avec lui le réalisme socialiste.

## Galerie

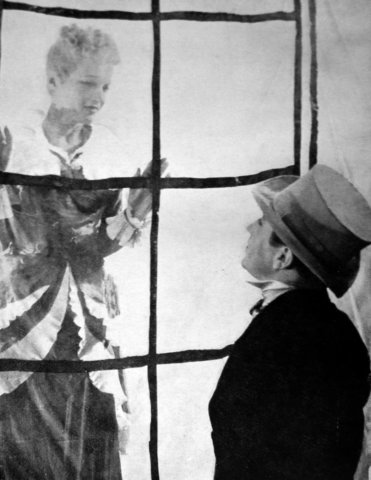
Vladimír Šmeral et Marie Burešová (cs) dans Manon Lescaut mis en scène par Vítězslav Nezval au D 41
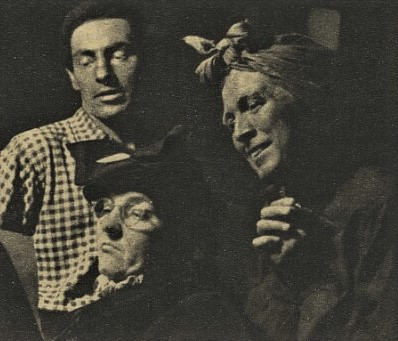
Gustav Heverle (cs), vraisemblablement  Emil František Burian et une actrice non-identifiée dans Un enfant du pays de Richard Wright au D 49, et donc en 1948. Mise en scène de Burian. Publié dans Svět v obrazech, septembre 1948

## Postérité
Les locaux où avait déménagé le D 34 en 1939 sont aujourd'hui occupés par l'Archa Theatre,

## Personnalités passées par le D 34
- Vladimír Šmeral
- Jirina Stránská